# Mughiphantes varians
Mughiphantes varians là một loài nhện trong họ Linyphiidae.
Loài này thuộc chi Mughiphantes. Mughiphantes varians được Wladislaus Kulczynski miêu tả năm 1882.